# Глибока (притока Сіверського Дінця)
Глибока — річка у Ростовській області, ліва притока річки Сіверський Донець. Гирло навпроти міста Каменськ-Шахтинський. Довжина річки становить 123 км, площа водозбірного басейну 1400 км².
Притоки:
- на 44 км: річка Руська (Західна, балка Західна);
- на 77 км: річка Розсош.

## Населені пункти
Над річкою розташовані населені пункти (від витоку до гирла):
- Міллерово;
- Банниково-Александровський;
- Новоандрієвка;
- Туроверово-Глибокинський;
- Новоталовка;
- Греково-Петровський;
- Верхньоталовка;
- Нижня Таловка;
- Кумшацький;
- Липовка;
- Тарасовський;
- Нижня Тарасовка;
- Василівка;
- Каюковка;
- Отаманський;
- Дячкино;
- Сибільов;
- Верхній Пиховкин;
- Нижній Пиховкин;
- Глибокий;
- Березовий;
- Астахов;
- Масаловка;
- Красновка.